# تشاه سالاري (نغار بردسير)
تشاه سالاري (بالفارسية: چاه سالاری) هي قرية تقع في إيران في البلدة المركزية.